# الهروب من بريتوريا
الهروب من بريتوريا (بالإنجليزية: Escape from Pretoria)‏ هو فيلم إثارة بريطاني-أسترالي من تأليف وإخراج فرانسيس أنان سنة 2020. وبطولة كل من دانيال رادكليف ودانيال ويبر وإيان هارت.
تم تصوير الفيلم في أديلايد، جنوب أستراليا، في أوائل عام 2019.

## القصة
استنادًا لقصة حقيقية، تدور الأحداث حول قيام مجموعة من المساجين بسجن بريتوريا بتنفيذ خطة محكمة من أجل الهرب من قلب جنوب أفريقيا خلال فترة الفصل العنصري (الآبارتايد).

## قائمة الممثلين
- دانيال رادكليف بدور تيم جنكين.
- دانيال ويبر بدور ستيفن لي
- إيان هارت بدور دينيس غولدبرغ
- ناثان بيج بدور مونغو.
- مارك ليونارد وينتر بدور ليونارد فونتين.

## روابط خارجية
- الهروب من بريتوريا على موقع IMDb (الإنجليزية)
- الهروب من بريتوريا على موقع ميتاكريتيك (الإنجليزية)
- الهروب من بريتوريا على موقع روتن توميتوز (الإنجليزية)
- الهروب من بريتوريا على موقع نتفليكس (الإنجليزية)
- الهروب من بريتوريا على موقع ألو سيني (الفرنسية)
- الهروب من بريتوريا على موقع أول موفي (الإنجليزية)
- الهروب من بريتوريا على موقع قاعدة بيانات الفيلم (الإنجليزية)
- الهروب من بريتوريا على موقع ليتربوكسد (الإنجليزية)
- الهروب من بريتوريا على موقع كينوبويسك (الروسية)